# ドッガーバンク事件

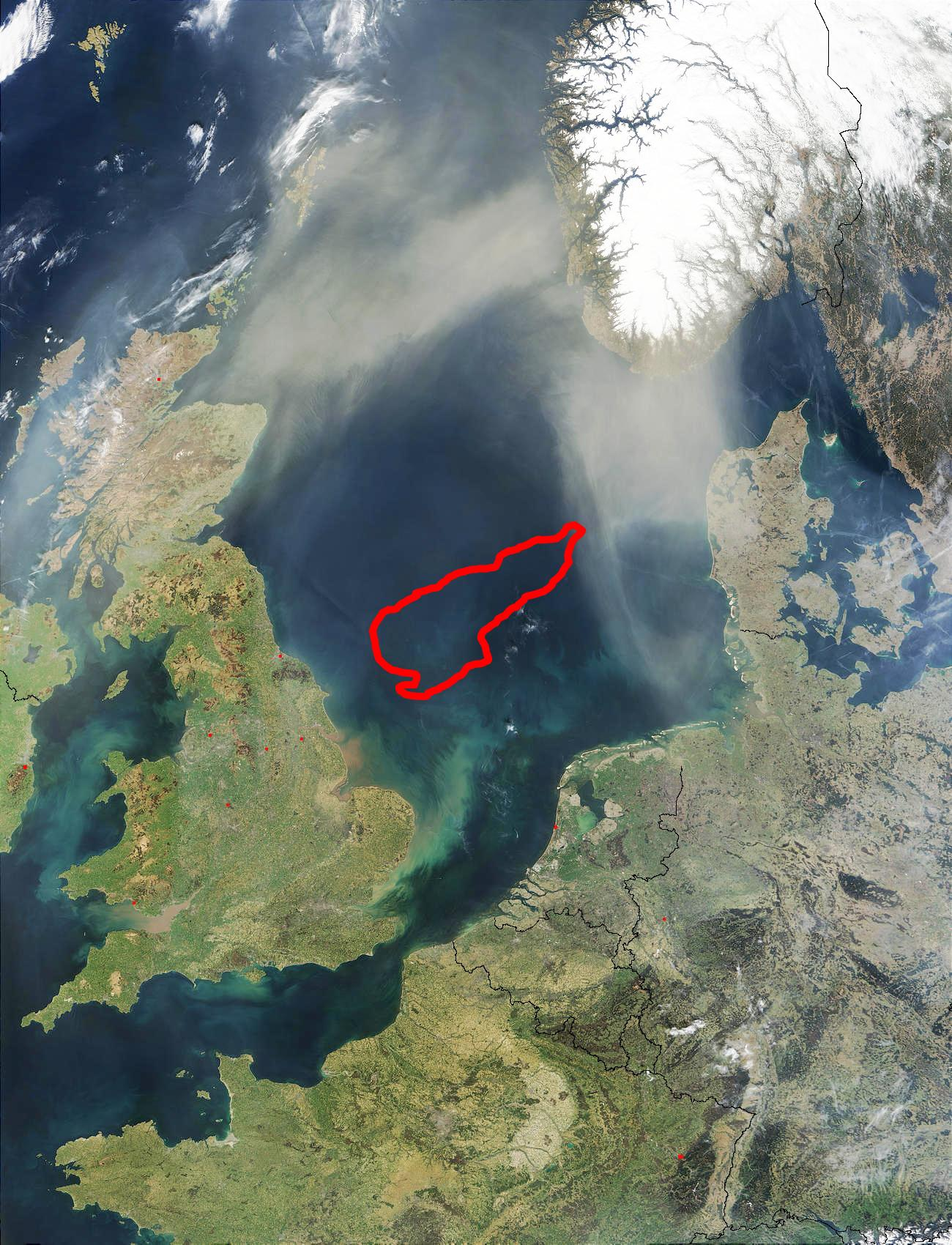
ドッガーバンクの位置

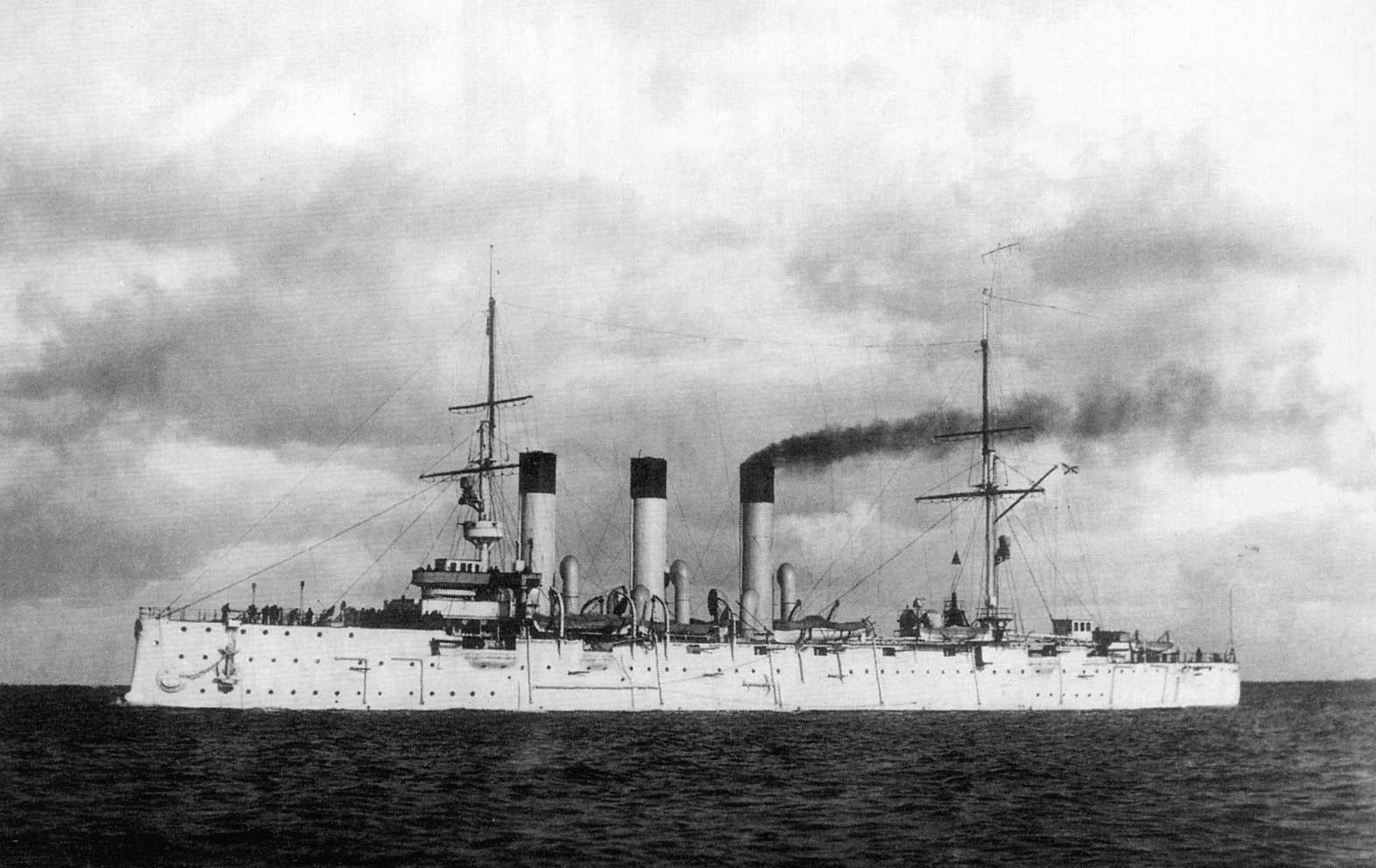
事件で損傷を受けた巡洋艦「アヴローラ」

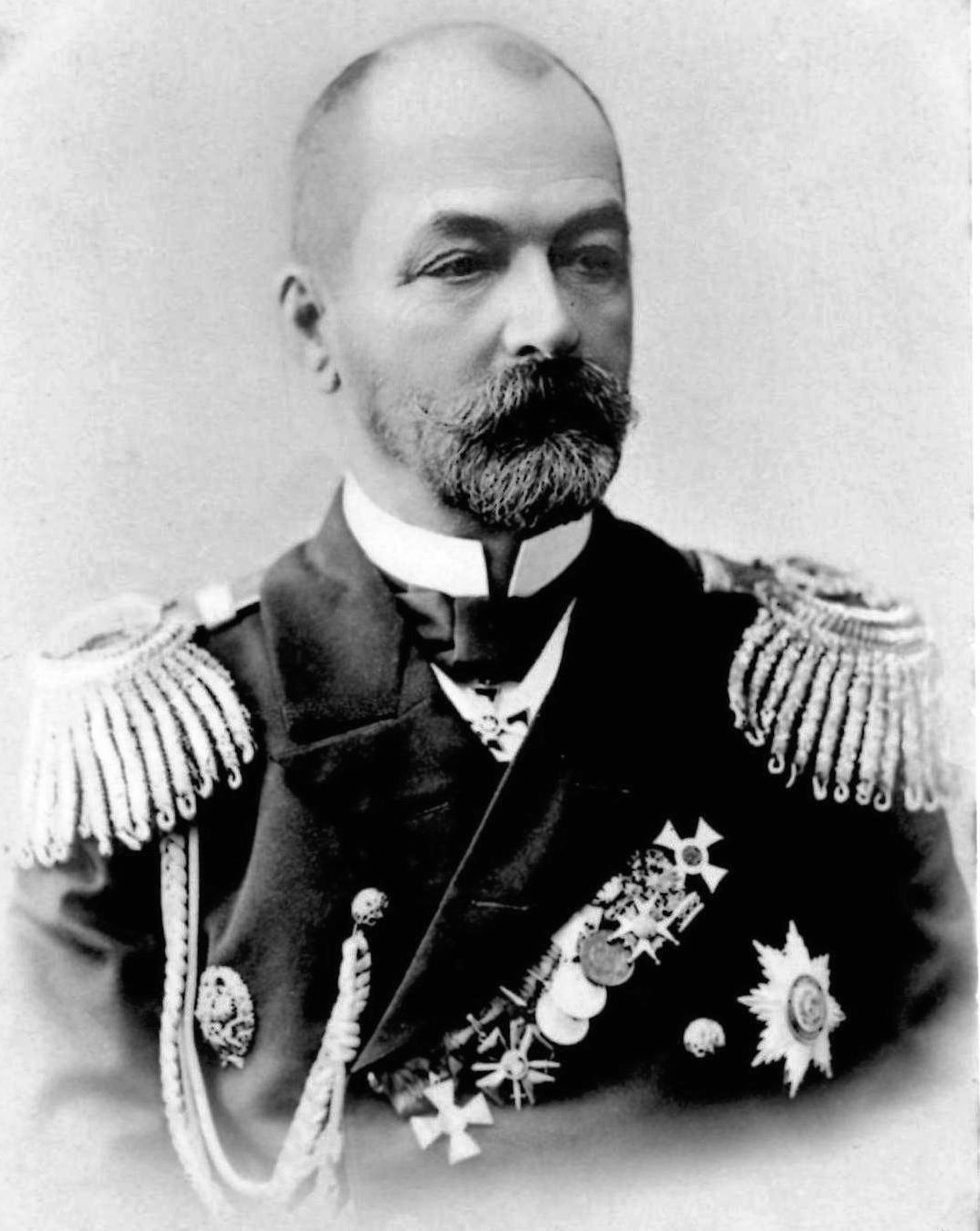
ジノヴィ・ロジェストヴェンスキー提督

ドッガーバンク事件（ドッガーバンクじけん、英語: Dogger Bank Incident）は、ロシア帝国のバルチック艦隊が日露戦争に際して極東へ向かう途上、1904年10月21日深夜から翌22日未明にかけて北海のドッガーバンク付近で大日本帝国海軍艦船と誤認してイギリスの漁船を攻撃し、漁民に死傷者が発生した事件である。
ハル事件（英語: Incident of Hull、ロシア語: Гулльский инцидент グーリスキイ・インツィヂェーント）、北海事件とも呼ばれる。

## 背景
1904年、日本と戦争状態にあったロシアは、海上戦力で日本海軍に対抗するため、バルト海を担当するバルチック艦隊の主力を第二太平洋艦隊に再編し、極東へ向かわせることに決定した。10月15日、ジノヴィー・ロジェストヴェンスキー提督率いるバルチック艦隊はリバウ軍港を出港した。
日本は世界の海の支配者であるイギリスと同盟関係にあった（日英同盟）。そのためロシアは、日本艦隊が極東までのルート上のどこかで奇襲攻撃をかけてくることも想定した。ロシアは世界各地でエージェントを雇い、日本艦隊の動向を監視させた。だがこれが裏目に出てしまい、エージェントは報奨金目当てに、日本の水雷艇を発見したと世界各地から情報を送ってきたのである。
スカゲラク海峡を抜けて北海へ出たバルチック艦隊は神経過敏に陥っていた。バルト海を出ればイギリスの制海権下である。ロシアの雇ったエージェントはこの海域でも日本の水雷艇が待ち伏せしていると報告していた。日本側が偽情報を流していたとの証言も残る。

## 事件の経過

### 濃霧
10月21日夕刻、バルチック艦隊は濃霧の中ドッガーバンク付近を進んでいた。この季節、朝晩の北海は濃霧に覆われることが多かった。工作船「カムチャツカ」が単艦で100キロあまり先行していたが、機関が故障したため遅れを生じ所在不明となっていた。21日午後8時45分、その「カムチャツカ」から旗艦「クニャージ・スヴォーロフ」へ、「われ、水雷艇に追跡されつつあり」との無線通信が送られてきた。
- К・スヴォーロフ：「何隻どの方向からか」
- カムチャツカ：「四方から」
- К・スヴォーロフ：「水雷艇は何隻か。詳細を知らせ」
- カムチャツカ：「水雷艇約8隻」
- К・スヴォーロフ：「距離は」
- カムチャツカ：「1ケーブル」（183メートル）

「カムチャツカ」は通信を断ち、艦隊は緊張に包まれた。
22日午前0時過ぎ、突然「戦闘配置につけ」のラッパが鳴り、次いで「水雷艇だ、魚雷攻撃だ」「駆逐艦だ、我々はやられた」という声が聞こえてきた。砲手は恐怖に襲われ暗い海面に向けてやみくもに発砲した。艦橋からは敵らしき多数の灯火が確認され、互いに発光信号を送っているように見えた。数隻の小型汽船が探照灯に照らし出され、うち1隻が戦艦「インペラートル・アレクサンドル3世」へ向けて突進してきたようだった。「インペラートル・アレクサンドル3世」と「クニャージ・スヴォーロフ」は小型汽船に対して砲弾を浴びせかけ、これを撃沈した。
ロジェストヴェンスキーはようやく何が起こったかを認識し、狂ったように怒鳴り続けた。「よくもこんな馬鹿なことがやれたものだ、よく見ろ、あれは漁船だ。」

### 「にわとり艦隊」撃沈
ドッガーバンクでは漁業が盛んで、イギリスのハル港から40から50隻のトロール船が毎日のように出漁していた。漁船は100トン程度で、それぞれ8、9人が乗り込んでいた。漁船団は確かに「にわとり艦隊」 (Gamecock fleet) と呼ばれていた。これらは言うまでもなく非武装の民間船であった。
この日いつものように「にわとり艦隊」がドッガーバンクで操業していると、遠くに軍艦が見え、次いでいきなり発砲してきた。漁民たちは驚き、「私は、自分たちが何者であるか示すために大きなカレイを指し示した。同僚はタラを示した」など努力したが無駄であった。漁船は魚網を切断して逃れようとしたが、運悪くロシア艦隊に接近しすぎた「クレイン」号が激しい攻撃を受けて沈没し、船長のジョージ・ヘンリー・スミスと乗員のウィリアム・リチャード・リジェットの2人が死亡した。「マイノ」号でも6人が負傷し、そのうちの1人、ウォルター・ウェルプトンが半年後に死亡した。
ロシア艦隊も落ち着きを取り戻した。戦艦「オリョール」は6インチ砲17発ほか砲弾500発を発射していた。「オリョール」から発射された砲弾のうち5発が防護巡洋艦「アヴローラ」に命中し、従軍司祭が片腕を失う重傷を負って後日死亡したほか数人が負傷した。装甲巡洋艦「ドミートリイ・ドンスコイ」も被害を受けた。

### イギリス世論の激高
漁船が半旗を掲げてハル港へ帰港すると群衆が押しかけてきた。さらにまずいことに、バルチック艦隊は犠牲者を救助しようともせず立ち去ってしまった。トラファルガー海戦記念日に発生したこの事件に対してイギリス世論は激高した。
群衆はトラファルガー広場に集まり、ロシア海軍に対して断固たる措置を取るよう要求しデモを行った。新聞はバルチック艦隊を「海賊」「狂犬艦隊」などと非難し、国王エドワード7世も「最も卑怯な暴行事件である」と報告書の余白に書き加えた。
一方でイギリスにとっての日本の株は上がった。ハル市で死亡した漁師の葬儀が行われた日、時機を失せずに東京市の尾崎行雄市長から弔電が送られてきた。駐英日本公使の林董は、ドッガーバンクでの事件に日本人はまったく関与していないと公式に声明を発表した。
ドーバー海峡をそ知らぬふりで通過したバルチック艦隊に対して、イギリス海軍は巡洋艦隊を出撃させ、スペインのビーゴ港まで追尾させたうえ、スペインに圧力をかけてビーゴ湾に五日間バルチック艦隊を足止めさせた。イギリス政府はスペイン政府に対して、バルチック艦隊に対して石炭はおろか真水さえも供給するなら中立違反と考えるとの警告を送り、英露間に緊張が走った。一時は交戦の噂さえささやかれるほどであった。

### 事後処理
ビーゴ港において、ロジェストヴェンスキー提督はバルチック艦隊の行動について、「海面に2隻の水雷艇が存在していたために偶発的に生じた」と説明し、「別の行動を取ることが不可能だったと思われる環境」で生じた犠牲者に対して「衷心から哀悼の意を表する」と謝罪を行った。ともかくイギリスでは一時的な興奮は収まった。
事件の認定のため、12月にパリで国際審査委員会が開催された。そしてその審査の報告書では、「カムチャツカ」が事件の前にも数隻の外国船に対して発砲していた事実が明かされ、責任の所在や程度がそこで言及された。
ロシア政府は死亡または負傷した漁民への補償として6万5,000ポンドを支払い、かつ沈没したトロール船の代わりに新しい船を提供することに同意した。

### 日本海海戦への影響
この事件により、イギリスでは市民レベルで反露・親日の機運が盛んとなり、イギリス本土も植民地も「バルチック艦隊」の入港を拒否。また当時の船の主力燃料で、イギリスが供給の大部分を支配していた「無煙炭」の補給も拒否した。この無煙炭の補給途絶により、日本海海戦時には数ノット船足が落ちたとされ、これが追撃戦で日本が一方的な戦果を挙げた一因とされている。